# English Invitation Tournament
Das English Invitation Tournament war ein Einladungsturnier im Badminton in England. Es wurde in den Jahren von 1953 bis 1962 für die englischen Spitzenspieler ausgetragen, da es in dieser Zeit noch keine nationalen Titelkämpfe in England gab.

## Sieger
| Saison | Herreneinzel   | Dameneinzel  | Herrendoppel                 | Damendoppel                    | Mixed                             |
| ------ | -------------- | ------------ | ---------------------------- | ------------------------------ | --------------------------------- |
| 1953   | F. John Shaw   | Iris Cooley  | John D. McColl Tony Jordan   | Iris Cooley June White         | Tony Jordan June White            |
| 1954   | Tony Jordan    | Audrey Stone | Warwick Shute John R. Best   | Audrey Stone Elisabeth Nichols | John R. Best Audrey Stone         |
| 1955   | John D. McColl | Iris Cooley  | John D. McColl Tony Jordan   | Iris Cooley June Timperley     | John R. Best Iris Cooley          |
| 1956   | Tony Jordan    | Heather Ward | F. John Shaw R. Quiddington  | Iris Rogers June Timperley     | John R. Best Iris Rogers          |
| 1957   | Peter Waddell  | Heather Ward | F. John Shaw John D. McColl  | Iris Rogers June Timperley     | Tony Jordan June Timperley        |
| 1958   | Tony Jordan    | Heather Ward | John R. Best Tony Jordan     | Heather Ward Barbara Carpenter | Tony Jordan June Timperley        |
| 1959   | Trevor Coates  | Brenda Bird  | Peter Waddell Tony Jordan    | Audrey Marshall Ursula Smith   | Ronald Lockwood Audrey Marshall   |
| 1960   | Peter Waddell  | Ursula Smith | Hugh Findlay Ronald Lockwood | Audrey Wilson Ursula Smith     | William Havers Jennifer Pritchard |
| 1961   | Peter Waddell  | Ursula Smith | Peter Waddell Tony Jordan    | Julie Charles Ursula Smith     | K. R. Derrick Margaret Barrand    |
| 1962   | Colin Beacom   | Ursula Smith | Peter Waddell Tony Jordan    | Margaret Barrand Ursula Smith  | Tony Jordan June Timperley        |